# Liben (zon)
Liben är en zon i Etiopien.   Den ligger i regionen Somali, i den södra delen av landet, 500 km söder om huvudstaden Addis Abeba.